# 新開池
新開池（しんがいけ）は、かつて河内国に広い範囲（現在の大阪府大阪市鶴見区東南部、
東大阪市北西部、大東市南西部）で存在した大きな池。江戸時代に行われた大和川の付け替え工事と新田開発により消滅した。

## 歴史・概要

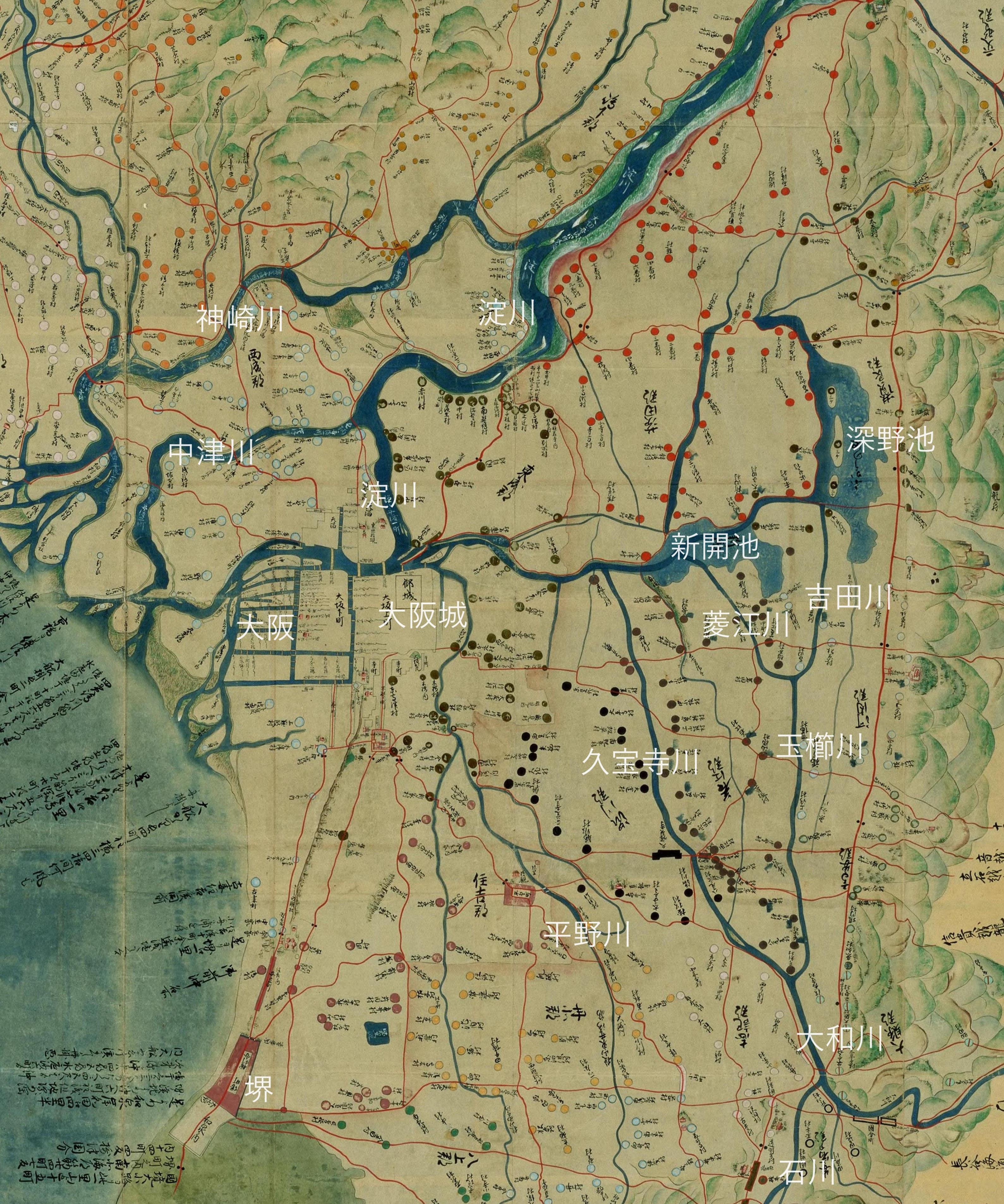
17世紀の摂津河内国絵図

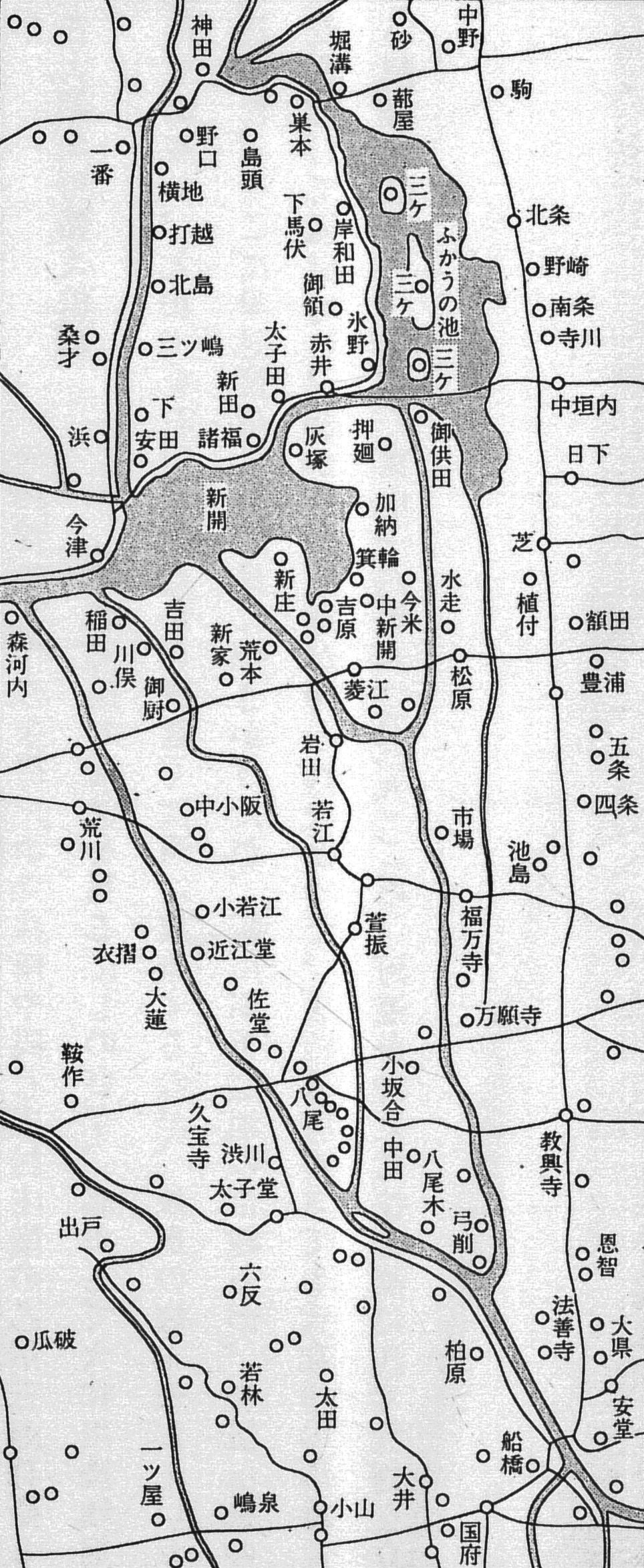
川違え以前の新開池

太古の昔、かつて大阪湾は現在の大阪平野の奥深くにまで入り込んでいた。しかし淀川水系や大和川水系から流される大量の土砂により次第に縮小し、淡水湖化して河内湖に、さらに縮小して中世には北東側に深野池（ふこうのいけ）・南西側に新開池という二つの大きな池となっていた。
北から流れてくる寝屋川は深野池に注ぎ、南から流れてくる恩智川と吉田川は深野池に、菱江川が新開池にという流れであった。これらの水は新開池の西端の徳庵から放流され南西の放出に向けて流れ、そこで大和川の二つの主流である長瀬川と楠根川が合流する形であった。これでは当然水量が多く、この付近では洪水が頻繁に起きていた。特に、新開池の出口である徳庵では河川によって運ばれてきた砂が堆積し、よく洪水が起こっていた。そのため、明暦元年（1655年）に吉田川、恩智川、寝屋川筋四十二ヶ村の申し立てによって徳庵から西の今福までまっすぐの運河が掘られることとなった。これが徳庵井路（現、寝屋川の一部）である。寛文元年（1661年）には新開池の中に堤を作って六郷井路の水路を開削させ、まもなくその北側にも同じように五箇井路を開削している。
中甚兵衛らの尽力により、宝永元年（1704年）に大和川の付け替え工事が行われた。その結果、深野池や新開池の水量が減少し、開墾が行える下地が作られた。宝永2年（1705年）、大和屋六兵衛と庄屋長兵衛が落札した開発利権を鴻池善右衛門宗利が譲り受け、伊勢から農民を入植させて開墾が行われ、鴻池新田として開発された。大和川付け替え工事でできた数ある新田の中でも最大の開発面積（約119ヘクタール）だった。
村高は「天保郷帳」・「旧高旧領」共に1706石余。

## 地理
- 安田（大阪市鶴見区）
- 今津（大阪市鶴見区）
- 稲田（東大阪市）
- 新庄（東大阪市）
- 箕輪（東大阪市）
- 加納（東大阪市）
- 灰塚（大東市）
- 諸福（大東市）

を囲む範囲内がかつての新開池のあった場所。